# Szczepanowice (przystanek kolejowy)
Szczepanowice – przystanek kolejowy w Szczepanowicach, w województwie małopolskim, w Polsce. Na przystanku zatrzymują się pociągi osobowe do Kielc i Krakowa.

## Ruch pasażerski[1]
| Rok  | Wymiana pasażerska na dobę |
| ---- | -------------------------- |
| 2017 | 20-49                      |
| 2018 | 20-49                      |
| 2019 | 20-49                      |
| 2020 | 20-49                      |
| 2021 | 10-19                      |
| 2022 | 20-49                      |
| 2023 | 20-49                      |